# أمه نو أوزومه
أمه نو أوزومه نو ميكوتو (باللغة اليابانية:天宇受売命) هي آلهة الشروق والقصف عند الشنتو في اليابان. وهي مشهورة جداً في قصة إله الشمس أماتيراسو.
تقول الأسطورة، أن أخ أماتيراسو، إله العواصف سوسانو قام بتخريب مبنا أمه نو أوزومه المقدس وقتل أحد جواريها لأنها رفضت أن تثق به. وعندها خاف أماتيراسو والتجأ إلى كهف يدعى أمه نو إواتو، ولهذا فإن العالم أصبح بدون ضوء الشمس مظلماً ولم ينجح الآلهة الآخرون بإخراج أماتيراسو مو مخبأه.
وعندها قامت أوزومه الذكية بقلب وعاء أمام باب الكهف ورقصت فوقه ممزقة ثيابها بشكل مضحك أما الآلهة الآخرين. وعندها بدؤوا جميعاً بالضحك بصوت عال. سمع أماتيراسو صوت الضحك فأطل برأسه خارج الكهف ليرى ما الذي يحدث. عندما خرج شاهد ضوءاً بسبب المرأة التي كانت أوزومه قد وضعتها على الشجرة فبدأ بالخروج شيئاً فشيئاً، وعندما خرج بالكامل أسرع الإله أمه نو تاجيكاراو وأغلق باب الكهف ورائه مانعاً إياه من العودة للداخل.
لا تزال الآلهة أوزومه تعبد اليوم على أنها كامي في الشنتو الياباني.